# Семь островов Бомбея

Семь островов Бомбея

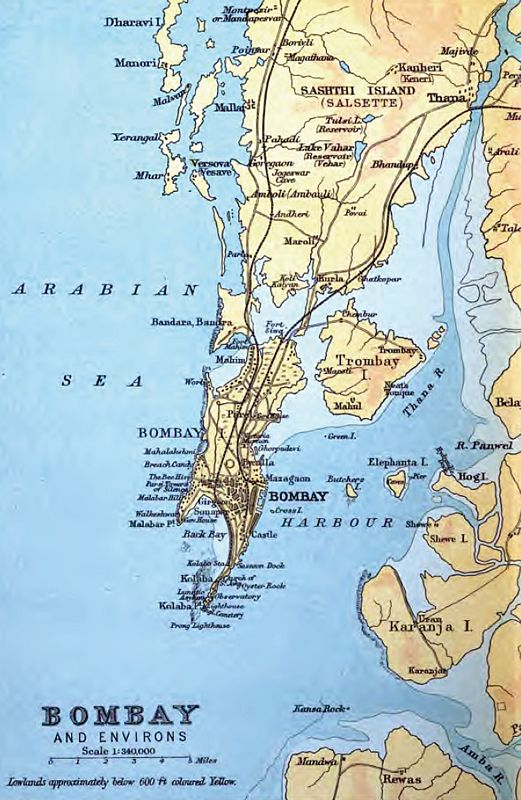
Карта Бомбея в 1893 году

Семь островов Бомбея — бывшая часть португальских владений в Индии, занятая в XVI веке. Позже они были переданы Англии в качестве приданого Екатерины Брагансской, которая в 1662 году вышла замуж за английского короля Карла II. Сейчас являются материковой частью индийского города Мумбаи. Почти все названия островов происходят от местных топонимов на языке этнической группы коли (англ.), со временем изменённых португальцами и британцами.

## История
Изначально острова вдоль западного побережья Махараштры входили в состав владений индуистской династии Силхара (IX—XIII век) и Гуджаратского султаната (XV—XVI век), пока в 1534 году не были захвачены португальцами. После того, как острова отошли британской короне, Карл II в 1668 году сдал их в аренду Ост-Индской компании за 10 фунтов золота в год (португальское название Bom Bahia, то есть «хороший залив», трансформировалось в Бомбей). К 1845 году в результате осушения болот и масштабных насыпных работ острова слились в единое целое, получив название остров Бомбей. Позже и сам остров Бомбей был соединён с соседними островами Тромбей и Солсетт (последний оставался под португальским контролем до 1739 года).

## Острова
Португальцы уступили британцам семь следующих островов:
- Колаба (Colaba), чьё название происходит от видоизменённого топонима Колбхат, являлся самым южным из семи островов. После завершения магистрали Колаба-Козвэй в 1838 году остров был соединён с северными территориями[5].
- Малая Колаба (Little Colaba) или Остров Старухи (Old Woman’s Island) представляла собой небольшую скалу между островами Колаба и Бомбей. Её название произошло от видоизменённого арабского названия Аль-Омани, данного здешним рыбакам, плававшим к берегам Оманского залива. В 1838 году скалу соединили с Колабой и северными территориями[1].
- Бомбей являлся главным островом архипелага, оживлённым портом и ядром британского форта, вокруг которого вырос современный город. Здесь, на холме Малабар-Хилл, при династии Силхара был построен индуистский храм Валкешвар. Позже здесь оседали португальцы, англичане, маратхи, парсы, гуджаратцы и мусульмане. Остров часто затапливало во время приливов, но в 1782—1784 годах британские власти засыпали пролив, отделявший Бомбей от острова Ворли, создав таким образом защитную дамбу[6][7][8].
- Мазагаон (Mazagaon) означает на санскрите «рыбацкая деревня» (позже на языке маратхи название трансформировалось в «моя деревня»). В конце XVII — начале XVIII века в результате строительства моста и насыпки улиц через отвоёванный у моря район Умаркхади остров Мазагаон был соединён с островом Бомбей сухопутным проходом[9][10].
- Парел (Parel), населённый рыбаками-коли, располагается к северу от Мазагаона. Он также был известен как Матунга, Дхарави и Сион (название Парел произошло от здешнего шиваитского храма Парали Ваиджанатх Махадеви)[11].
- Ворли (Worli) славится мечетью Хаджи Али, которая доступна только во время отливов. В 1784 году Ворли был соединён дамбой с главным островом Бомбей[12].
- Махим (Mahim) располагается западнее Парела и севернее Ворли. Своё название получил от пролива Махим, который отделял семь островов от острова Сальсетт. В 1845 году Махим был соединён дорогой с районом Бандра на острове Сальсетт[13].